# Серая шерстистая обезьяна
Серая шерстистая обезьяна (лат. Lagothrix cana) — примат семейства паукообразных обезьян. Встречается в Боливии, Бразилии и Перу.

## Классификация
Известно два подвида серой шерстистой обезьяны:
- L. c. cana — встречается как в Бразилии, так и в Перу
- L. c. tschudii — встречается только на юго-востоке Перу.[2]

Также небольшая обособленная популяция была найдена в Боливии. Представители боливийской популяции имеют более тёмную шерсть и могут быть выделены в отдельный подвид.

## Описание
Шерсть очень густая, серая. Обычно самцы крупнее самок. Длина тела самца составляет от 46 до 65 см, тогда как длина тела самки от 66 до 68 см. Вес самца в среднем 9,5 кг, вес самки около 7,7 кг.

## Распространение
Эти приматы предпочитают селиться в туманных лесах на высоте от 1000 до 2500 м над уровнем моря. При этом боливийская популяция обитает на высоте около 700 м над уровнем моря. Большую часть времени проводят в поисках пищи на верхних ярусах леса. Путешествуют в кронах используя длинные хвосты хватательного типа. Образуют группы от 11 до 25 особей разного пола и возраста. Группы путешествуют и ищут еду вместе, при этом случаи агрессии между различными группами достаточно редки. В рационе преимущественно фрукты, иногда молодые листья и орехи.

## Статус популяции
Международный союз охраны природы присвоил этому виду охранный статус «вымирающий», поскольку по оценкам 2008 года численность популяции сократилась более чем на 50 % за 45 лет. Основные угрозы виду — охота и сокращение среды обитания.